# Macrosiphum cornifoliae
Macrosiphum cornifoliae är en insektsart. Macrosiphum cornifoliae ingår i släktet Macrosiphum och familjen långrörsbladlöss. Inga underarter finns listade i Catalogue of Life.